# Bobby Kimball
Bobby Kimball, född Robert Troy Kimball 29 mars 1947 i Orange, Texas, är en amerikansk musiker, mest känd som sångare i rockbandet Toto från 1977 till 1984 och sedan från 1998 till 2008.
Kimball växte upp i Vinton, Louisiana. Han började sjunga som barn, och spelade piano och akustisk gitarr under sin ungdomstid. Han intresserade sig främst för 1950- och 1960-talets R&B, liksom lokal Swamp pop- och Cajunmusik, typisk för Louisiana.
1974 flyttade Kimball från Louisiana till Los Angeles i Kalifornien för att fortsätta en musikkarriär på heltid. I Kalifornien bildade tillsammans han med tre medlemmar av bandet Three Dog Night ett band med namnet S.S. Fools. De släppte ett album på CBS Records, som ansågs vara ett kommersiellt misslyckande, vilket orsakade att bandet sparkades från skivbolaget och splittrades inom ett och ett halvt år. 
1976 bad David Paich och Jeff Porcaro Kimball att börja spela med dem och med tre andra sessionmusiker. Dessa musiker skulle sedan bilda Toto. Kimball presenterade en självskriven auditionlåt för bandet: "You Are the Flower", och senare inkluderades han på Totos debutalbum. Paich och Porcaro var imponerade av Kimballs bluesiga sångstil och erbjöd honom jobbet som sångare och låtskrivare i Toto.

## Diskografi
Soloalbum
- 1994 – Rise Up
- 1999 – All I Ever Needed
- 2016 – We're Not In Kansas Anymore

Studioalbum med S. S. Fools
- 1976 – S. S. Fools

Studioalbum med Toto
- 1978 – Toto
- 1979 – Hydra
- 1981 – Turn Back
- 1982 – Toto IV
- 1999 – Mindfields
- 2002 – Through the Looking Glass
- 2006 – Falling in Between

Studioalbum med Far Corporation
- 1985 – Division One
- 1994 – Solitude

Studioalbum med West Coast All Stars
- 1997 – California Dreamin'
- 1998 – Naturally

Livealbum med Toto
- 2003 – Live in Amsterdam
- 2007 – Falling in Between Live

Studioalbum med Yoso
- 2010 – Elements

Studioalbum med Kimball/Jamison
- 2011 – Kimball Jamison